# Controllo inferenziale
Nell'ambito della teoria del controllo, il controllo inferenziale è un particolare schema di controllo che utilizza delle stime delle variabili controllate per effettuare correzioni sulle variabili in ingresso a processo.
Il controllo inferenziale viene ad essere adottato nel caso in cui le variabili da controllare non siano misurabili direttamente; si fa quindi uso di un elemento di controllo detto "stimatore", il quale utilizza le misure delle variabili intermedie disponibili e un modello matematico del processo per ricavare i valori delle grandezze non misurabili direttamente.